# Arenaria serpyllifolia
L'arenària, arenària serpil·lifòlia, borrissol o herba gallinera (Arenaria serpyllifolia), és una espècie de planta amb flors del gènere Arenaria. També s'ha recollit la variant lingüística herba pisona.
És una planta menuda de fulla petita i flor blanca que es fa en tota mena de prats montans i en terrenys molt o poc remoguts de la zona d'Euràsia meridional. Floreix entre el juny i l'agost.
És comuna als Pirineus.

## Taxonomia

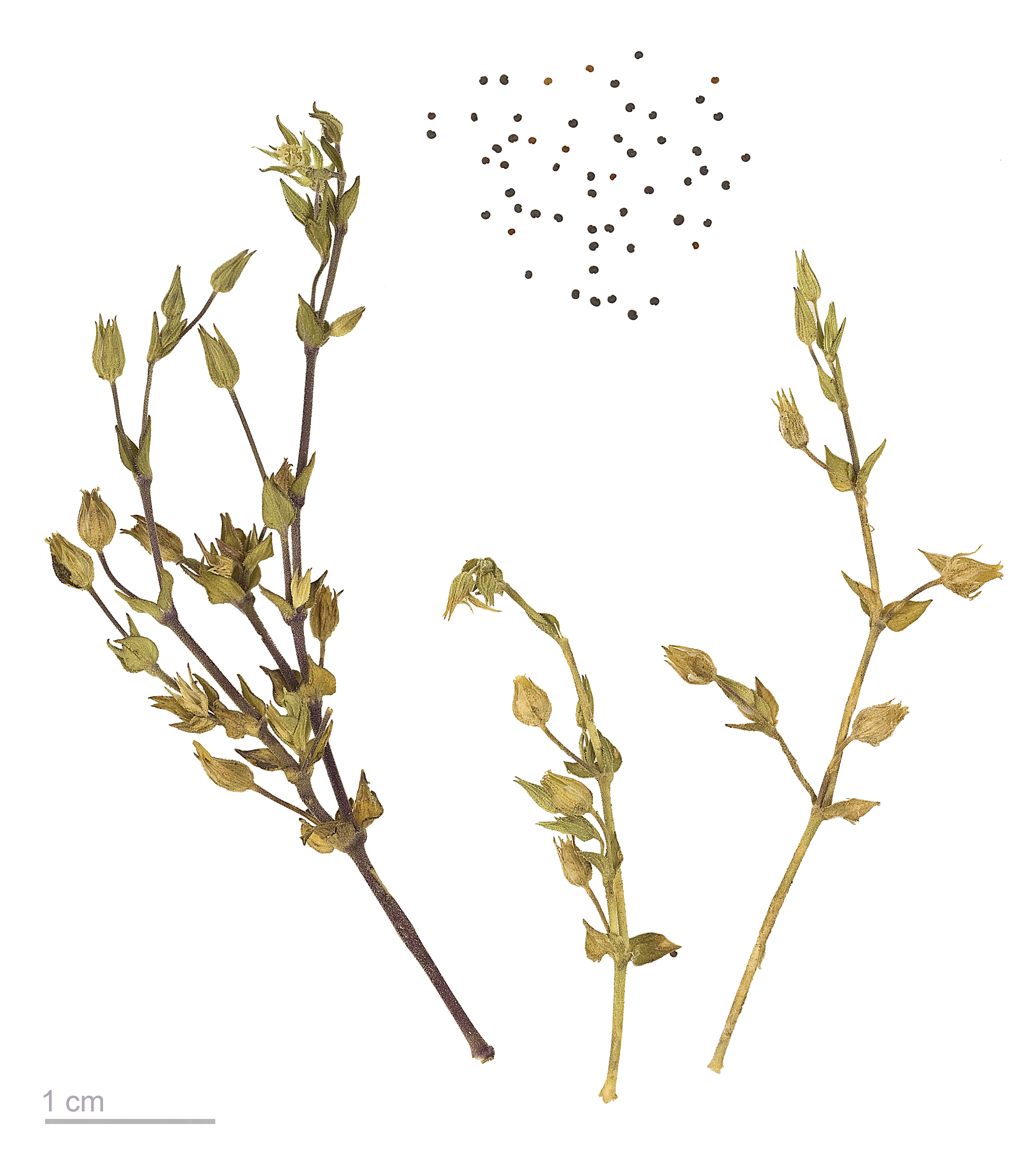
Arenaria serpyllifolia

Els següent nom científic és sinònims d'Arenaria serpyllifolia L.: Stellaria serpyllifolia (L.) Scop.
Es reconeixen les següents subespècies:
- Arenaria serpyllifolia subsp. aegaea (Rech.f.) Akeroyd
- Arenaria serpyllifolia subsp. cassia (Boiss.) Govaerts
- Arenaria serpyllifolia subsp. leptoclados (Rchb.) Nyman
- Arenaria serpyllifolia var. lloydii (Jord.) J.Lloyd
- Arenaria serpyllifolia var. macrosepala Rech.f.
- Arenaria serpyllifolia subsp. marschlinsii (W.D.J.Koch) Nyman
- Arenaria serpyllifolia subsp. serpyllifolia
- Arenaria serpyllifolia subsp. tremula (Boiss.) Govaerts